# Oncia troy
L'oncia troy (in lingua inglese troy ounce, simbolo oz t) è un'unità di misura del sistema imperiale britannico. 
L’Oncia Troy proviene dalla città francese di Troyes e fu la base per il sistema di conio monetario britannico introdotto da Enrico II d’Inghilterra, nel medioevo fu una delle città più importanti tra quelle che battevano moneta sotto il regno carolingio e dove era presente un mercato a cui partecipavano anche mercanti inglesi fin dal IX secolo. Nel 1828 il sistema delle once troy venne adottato dalla US Mint (la zecca degli Stati Uniti d’America).
Al 2013, è la più comune unità di massa per i metalli preziosi, le gemme e la polvere da sparo e, come tale, è utilizzata per definire il prezzo di questi beni nel mercato internazionale. Un'oncia troy equivale a 31,1034768 grammi e a 1,09714 once avoirdupois; fa parte di un più ampio sistema di unità di massa, destinato al medesimo scopo, conosciuto come peso troy (troy weight).